# Blédy Géza
Blédy Géza (Gyula, 1908. május 25. – Kolozsvár, 1962. január 13.) magyar nyelvész, lexikográfus. Írói álneve: Christianus.

## Életútja
Középiskolát Aradon végzett, a kolozsvári egyetem bölcsészeti karán 1930-ban szerzett tanári oklevelet, majd három éven át Párizsban romanisztikai tanulmányokat folytatott. Kezdetben középiskolai tanár volt Aradon, 1945-től a kolozsvári Bolyai Tudományegyetem román nyelvtudományi tanszékére került tanársegédnek, közben szervező és irányító munkát végzett a kolozsvári tanfelügyelőségen. 1955-től haláláig a romanisztika tanszékvezető tanára.

## Munkássága
A román-magyar nyelvi kölcsönhatással és a román filológia történetével foglalkozott. A Román Nyelvatlasz és magyar vonatkozásai c. cikkével (Kristóf-emlékkönyv, Kolozsvár, 1939) elsőnek hívta fel a magyar nyelvészek figyelmét a romániai nyelvatlaszra mint a román-magyar nyelvi kapcsolatok kutatásának gazdag forrására. A magyar nyelv szókincsét ért román hatásról írt doktori értekezése önálló kötetben jelent meg Influența limbii române asupra limbii maghiare cím alatt Nagyszebenben (1942). Szerkesztésében jelentek meg 1943-44-ben a Kölcsey Egyesület kiadásában Aradon a Fecskés könyvek. Mint lexikográfus 1954-ben litografálva adott ki, feleségével, a fizikus Vitályos Erzsébettel közösen, egy román-magyar fizikai szójegyzéket (Dicționar român-maghiar de fizică). Feltárta Cipariu kutatásait a marosvásárhelyi Teleki Tékában (Iordan-emlékkönyv, 1958), s a román nyelvészeti folyóiratokban számos magyar vonatkozásra mutatott rá. A magyar tannyelvű iskolák számára román tankönyveket szerkesztett.

## Kötetei a magyar nemzeti katalógusban
- Christianus: Az evangélium demokráciája és szocializmusa (Budapest, 1946)
- Gramatica limbii romîne pentru cl. 8-10. scoli maghiare (társszerzőkkel: János Józsa, Gavril Scridon; Bucuresti, 1957)
- Gramatica limbii romîne pentru clasele 8-11. coli maghiare (társszerzőkkel: János Józsa, Gavril Scridon; Bucuresti, 1959, 1960, 1961, 1962, 1963)